# SHADOW CITY
「SHADOW CITY」（シャドー・シティ）は、寺尾聰の4枚目のシングル。1980年8月5日に、東芝EMIのEXPRESSレーベルから発売された。

## 解説
ヨコハマタイヤ『ASPEC』のCMソングとなる。CMタレントは、F1ドライバーのニキ・ラウダが起用された。
ライブやテレビの音楽番組で同曲を歌唱する際は、レコード音源よりもキーを上げて歌っていた。またボサノババージョンで演奏した事もある。

## 記録
1981年12月時点でのシングルの公称売上枚数は85万枚。
TBS系の音楽番組『ザ・ベストテン』では、同年4月9日に10位に初登場、以降6月11日まで10週連続でランクインした。この間、「ルビーの指環」が10週連続で1位を獲得した他、5月21日と6月11日には「出航 SASURAI」もランクインした。

## 収録曲
| 全作詞: 有川正沙子、全作曲: 寺尾聰、全編曲: 井上鑑。 |                                                     |            |            |      |
| #                                                    | タイトル                                            | 作詞       | 作曲・編曲 | 時間 |
| 1.                                                   | 「シャドー・シティ」(SHADOW CITY (Sexy Road Part1)) | 有川正沙子 | 寺尾聰     | 4:24 |
| 2.                                                   | 「予期せぬ出来事」(YOKISENU DEKIGOTO)               | 有川正沙子 | 寺尾聰     | 4:13 |
| 合計時間:                                            | 合計時間:                                           | 8:37       |            |      |

## メディアでの使用
| 楽曲             | タイアップ                      | 時期   | 出典 |
| ---------------- | ------------------------------- | ------ | ---- |
| シャドー・シティ | ヨコハマタイヤ『ASPEC』CMソング | 1980年 |      |